# 午夜凶鈴
《午夜凶鈴》为日本恐怖電影，改編自鈴木光司的环界系列小說。該片於1998年上映，由中田秀夫執導。

## 劇情
這部電影講述一個流傳在日本中學生之間的傳言，當某人看過一套受到詛咒的錄影帶後，會接到一通奇怪鈴聲的電話，在這通電話結束後，觀看者就會受到詛咒。記者淺川（松嶋菜菜子飾）無意間發現了這四名死者都是死於心臟衰竭，且死前臉上均出現驚恐的詭異神色。
浅川在好奇心的驅使下展開調查，意外發現一卷神秘錄影帶竟是這四件死亡事件的關鍵，傳說所有看過錄影帶的人都在七天之內逐一慘死，而且死因不明。為了解開謎底並解救同樣看了錄影帶的兒子，淺川拷貝一份錄影帶給前夫高山龙司（真田廣之 飾），一同抽絲剝繭追尋真相。經過層層追蹤後，終於知道原來錄影帶的制作者是山村貞子。戰前超能力者山村志津子与伊熊平八郎的女兒(不過電影後半段有提到貞子父親可能並非伊熊平八郎甚至可能非人類)。
經過訪查他們得知過去發生的一起慘劇，志津子因其超能力不容於世人而含冤死去，而遺傳到超能力的貞子也繼承了悲哀的命運。被父親推到井裡活埋，在井裡七天才死於極度痛苦中的貞子利用超能力將對世人的憤恨化為詛咒，記錄在這卷錄影帶中。淺川終於來到了錄影帶中所出現的那口古井，並且找到埋在井內的貞子遗骸。他們認為貞子的遺願是將自己的屍骨帶回安葬。
正當一切似乎結束時，淺川的前夫暴斃在寓所，死狀跟之前四起死亡事件的死者相同。淺川才發現他们原来犯了一个错误：「貞子放出的『詛咒』」與「貞子的屍骨是否得到安葬」毫無關係，唯一可以避免死亡的方法是將錄影帶拷貝給尚未看過的其他人看，將詛咒轉嫁給其他人，不過會讓貞子的詛咒永遠留存於人世間。即使有人未能成功轉移詛咒而被殺死，含有貞子怨念的詛咒影片或錄影帶仍然有可能突然出現在任何地方，總有一天會有新受害者。淺川在龍司靈魂引導下推斷出自己能避過詛咒但龍司避不了的原因，結局為了拯救同樣觀看過詛咒錄影帶的兒子陽一，淺川帶同拷背用錄影機驅車開向父親居所.............

## 角色
| 演員                                                   | 角色        | 介紹 |
| 松嶋菜菜子                                             | 浅川 玲子   | 与独生子阳一生活的单身母亲。因为调查侄女智子的可疑死亡，导致自己与儿子都观看了「被诅咒的录像带」，为了解开诅咒，开始接近诅咒录像带的真相。 相当于原作的浅川和行。 |
| 真田廣之                                               | 高山 龙司   | 在大学当兼职讲师。作为玲子的协助者到最后被贞子诅咒而死。作为电影独有设定，被赋予了玲子的前夫、阳一的父亲、超能力者的身份。 在原作中乐观、爱开玩笑、轻率，但电影中始终是个严肃、对事物考虑深刻的人物。                                                                                         |
| 中谷美紀                                               | 高野 舞     | 龙司在大学工作的学生，同时也是恋人，在电影结局中是龙司遗体的第一发现者。虽然在本作中只是露脸的程度，但在续集《午夜凶铃之凶铃再现》和《午夜凶铃之贞子缠身》中成为主要登场人物，命运各不相同。 与原作小说中穿着白色服装的女性形象不同，电影中为了与穿着白色服装的贞子区别，她穿着黑色服装登场。 |
| 竹内結子                                               | 大石 智子   | 阳一的表姐。和原作一样，在故事开头作为“诅咒的录像带”的第一个牺牲者登场。之后，在睡着的玲子的梦中轻声说了一声“叔母”，告诉阳一正在看录像带的事，另外，阳一的梦中也出现了，叫他看录像带。 |
| 佐藤仁美                                               | 倉橋 雅美   | 智子的朋友。故事开头向智子讲述了关于「被诅咒的录像带」的都市传说，这时智子透露了自己看过录像带的事情，之后亲眼目睹了智子的最后一幕。在续集《午夜凶铃之贞子缠身》中，她被认为当时亲眼目睹了贞子的样子，并因无法从打击中恢复而住进了精神病院。电影原创人物。                                    |
| 志水霧子                                               | 大石 良美   | 智子的母亲。因智子的死受到了很大的打击，把目击遗体时的情形告诉了玲子。 |
| 大島蓉子                                               | 玲子的叔母  | 参加智子葬礼的人。对于不让人看到棺材里而对葬礼生疑。 |
| 大高力也                                               | 浅川 陽一   | 玲子和龙司的孩子，小学生。监护权在玲子。目击了智子的亡魂，被邀请看了「被诅咒的录像带」。 相当于原作中的浅川阳子，在续篇《午夜凶铃之凶铃再现》中与浅川阳子有着同样的结局，但在《午夜凶铃之贞子缠身》中作为主要登场人物有着不同的命运。                                                         |
| 村松克己                                               | 浅川 浩一   | 玲子的父亲，阳一的外祖父。在最后为了避免阳一的死亡，玲子让她看「被诅咒的录像带」，续集说明他留下遗书后死亡。 |
| 松重豊                                                 | 吉野 賢三   | 在玲子所在电视台的报道局工作。故事开头协助玲子调查。与原作小说不同，在本作中是配角，但在《午夜凶铃之凶铃再现》中也有登场。 |
| 柳憂怜                                                 | 岡崎        | 玲子的同事助理导演。除了在故事开头协助玲子调查外，还代替前往伊豆大岛的玲子在东京调查贞子，继承了原作小说中吉野的部分属性。虽然在本片中只是配角，但在续集《午夜凶铃之贞子缠身》中作为主要人物再次登场。                                                                                        |
| 李鐘浩                                                 | 小宮        | 玲子的同事摄影师。故事开头与玲子同行，去采访与「被诅咒的录像带」有关的都市传说。电影原创人物。 |
| 田辺博之                                               | 早津        | 和原作小说一样，迎接来到伊豆大岛的玲子和龙司，安排山村家经营的旅馆。玲子和龙司准备回伊豆的时候，向他们说明因为暴风雨海上波涛汹涌，想要阻止他们。 |
| 池田真紀                                               | 辻瑤子      | |
| 高山隆志                                               | 能美武彦    | |
| 白井ちひろ（童年） 伊野尾理枝（成年） 宮崎紀彦（眼睛） | 山村 貞子   | 「被诅咒的录像带」的产生以及一系列事件的元凶。拥有超强超能力的女性，被杀害后被遗弃在井中，化为怨灵。在电影中，她以长刘海遮住脸、指甲裂开、身穿白色衣服的女性形象多次出现在画面中，高潮部分从电视画面中爬出，出现在龙司身边。在本作中不清楚容貌，高潮部分也只特写一只眼睛。                    |
| 大岡雅子                                               | 山村 志津子 | 贞子的母亲。与原作一样，在三原山火山口投身自杀。在电影中，报纸上介绍了在过去伊豆大岛用千里眼预测火山喷发，这成为玲子和龙司调查「被诅咒的录像带」来历的线索。另外，与原作不同的是，贞子在众人面前成功进行了超能力公开实验，却被指责为是欺骗，年幼时期的贞子诅咒并杀死了批评她的记者。          |
| 伴大介                                                 | 伊熊 平八郎 | 有妻子却和志津子生下贞子，作为超能力的研究者，参与山村志津子的实验。在电影中将贞子推入井中杀害。 |
| 沼田曜一（老年） 武田敏彦（青年）                      | 山村 敬     | 志津子的表弟。伊豆大岛的渔夫，与来旅馆投宿的玲子和龙司相遇。原作中作为配角出现的人物,但电影中是了解贞子过去的唯一线索。虽然一开始对玲子和龙司很反感，但最终用渔船把他们送到伊豆。在《午夜凶铃之贞子缠身》中也作为主要人物再次登场。                                                           |
| 梶三和子                                               | 山村 和枝   | 山村家经营旅馆的老板娘。后来才嫁到山村家，与贞子素不相识。给玲子和龙司看志津子的照片。 |

## 與小說差異
七夜怪談小說的劇情和電影並不一致，電影後續續作也不連貫，其中劇作第二部《復活之路》改編第二集的一段故事，但一般人都不認為復活之路是第二集，而小說中復活之路確實為後續故事。因為其最大的差異，是小說中的淺川為男性，而電影是女性，導致電影第二集的邏輯與七夜怪談本篇不通。電影第三集貞子謎咒普遍被一般觀眾認為是「真正的電影第二集」。
本來高山龍司和主角淺川的關係是高中同學，電影中兩人是前夫妻的關係，兩者不同。這是作者本身在思考故事設定以學生為背景的緣故，而他願意幫他，純粹是這樣的工作很有挑戰性，而他也說能夠知道自己哪時候會死，其實也充滿挑戰性。當然他在第一集最後也死了，而淺川和行沒有死的原因在第二集有介紹，因為在高山龍司死後，發現出來的一個病毒叫做玲（Ring），而他正在紀錄這件事情完成的報告書，而這個報告書會散播病毒，達到貞子控制那個世界的人的目的，高野舞沒有死是因為他看完影帶之後正處於排卵期，貞子藉由他的身體復活了，雖然在第二集最後他也死了。不過，在第二集中有個醫生想阻止貞子，卻被貞子警告，而在這集中也透露出貞子具有雙重性徵。第二集的最後高山龍司復活。
在第三集中的故事一開始就轉到另一個世界，主角的名字也換了，後來主角的父親得到了轉移性癌症，也就是這個癌症會不斷的轉移，而那個世界也無法治癒，而他從他父親口中得知他父親之前利用電腦創造出的虛擬世界：環，已經遭到破壞了，他在想或許這個世界的絕症，可能跟那個世界有關，所以他就來到沙漠中找到還在監視虛擬世界的人，那個人告訴他，他是環的世界裡的高山龍司，因為高山龍司在死前從錄影機口，看到有人在監看他們的世界，他向他透露出請把我帶到你們的世界去，也就是因為這個世界帶來了高山龍司，才造成某種絕症的產生，也就是高山龍司必須回去環的世界，先解救那個世界的絕症。而那個人也告訴他，他也有特效藥可以治癒那個世界，於是高山龍司又回去環的世界。而在第二和第三高山龍司都是藉由貞子的身體復活。而第三集並沒有交代高山龍司是否救了環的世界，以及得到轉移性癌症病毒的世界。而在第二集裡面，那個原本要阻止玲的報告書出版的人，在此之前還跟貞子有過性關係。而他是後來才知道自己跟一個死了三十年的人發生關係，頓時讓她心裡絕得畏懼。
第四部真相大白才是小說中的外傳，這個外傳主要介紹貞子的故事。而事實上可知編劇在撰寫七夜怪談這部電影時，是純以恐怖電影去設計，小說則是將科幻和恐怖結合。
貞子3D電影改編於七夜怪談系列的「S」，並提及安藤孝則實為小說裡「復活之路」中，安藤醫生之子，同時在原著設定中，連續殺人案被判死刑的殺人魔柏田誠二，真實身分是高山龍司，丸山茜為高山龍司和貞子的女兒。
電影「貞子：起源」：改編於2013年發行的《Tide》一書，在原作中該書設定為《S》的前傳故事，提及高山龍司如何以柏田誠二的身分在「環界」生活，貞子之母山村志津子，原來根本沒有自殺，只是藉由假死逃離故鄉，就此與過去斷絕關係，志津子其實正是高山之母，也就是說，他與貞子一直都是同母異父的姊弟關係。

## 票房
日本方面，上映收入為10億日元。
香港方面，上映收入為3100萬港幣，成為1999年香港票房冠軍。
台灣方面，台北票房為新台幣5083萬元、全台票房為新台幣1.02億元；維持17年日片在台北、全台電影票房冠軍，後被《你的名字。》超越。

## 影響與相关作品
此片甫推出即造成轟動。製片人及原作結合現代社會的錄影帶、相機、電視及聲納探測儀等成功塑造出「鬼是可以被現代科學辨認出的真實存在」以及「恐怖事情可能就在你身邊」的真實感。播出後在亞洲各地不斷流傳出中小學生看過本片後不敢開電視、不敢接電話，甚至接到無聲電話就以為自己將如片中死者般慘死而離家出走等未經證實的謠言，此片影響可見一般。也造就了日後鬼來電系列的搶眼票房。
續集的部分有1998年飯田讓治執導的《午夜凶鈴2：復活之路》（英語：The Spiral），1998年中田秀夫拍攝《午夜凶鈴2貞子纏身》，外傳《貞相大白》（Ring 0）。續集結合當時初成功的複製羊話題，兼論以DNA複製人類的道德問題：在第一集中扮演配角的與淺川前夫疑似有曖昧關係的學生高野舞（中谷美紀飾）被貞子經由網際網路附身並淪為貞子製造複製品的機器。
此片及其續集在日本也曾被改拍為連續劇《惡靈貞子》以及《貞子復活》。
韓國也購買了該片的版權，並於1999年重製，稱為《午夜冤靈》（The Ring Virus）。
此片在亞洲地區不斷地刷新票房紀錄，造成轟動的同時，這一股日本恐怖風潮同樣也吹到了美國。由夢工廠翻拍而成的《七夜冤靈》在美國締造了亮眼的成績。《七夜怪談》所掀起的日式恐怖片高潮，令其倣作在之後的3年裏大量湧現。其作者鈴木光司隨後也獲得「日本斯蒂芬·金」的稱號。
角川電影於2012年5月在日本上映3D版的電影《貞子3D》；並於2013年8月日本上映《貞子3D2》。
日本在2016年推出18禁動畫《都市傳說系列 其之貳 詛咒的錄影帶》（都市伝説シリーズ 其の弐 エ呪いのビデオ）。
2017年好萊塢又全新重製新版西洋《七夜怪譚》（Rings）電影，於大螢幕上映。
2019年中田秀夫再次製作、導演「貞子」電影，日本將於5/24上映，台灣檔期定為8/23，片名定為「貞子：起源」。
2019年為慶祝在台上映20週年，該片系列(七夜怪談、七夜怪談：復活之路、七夜怪談0：貞相大白及七夜怪談2：貞子謎咒)重新在台上映，檔期定為8/1。

## 世界觀
由於本系列的故事世界觀相當複雜，電影、和小說各走各的故事背景設定，因此在這裡以電影版的世界觀來列出，目前七夜怪談系列的劇情世界觀有兩個平行時空，一個是屬於電影正篇「七夜怪談」系列的，一個是「番外篇」復活之路系列的，貞子3D雖然屬於七夜怪談系列電影，但是以世界觀來說是屬於復活之路系列。
- 電影正篇「七夜怪談」時空：貞相大白--->七夜怪談--->貞子謎咒。
- 電影番外篇「復活之路」(原著小說第2集)時空：復活之路--->貞子3D--->貞子3D2--->貞子DX。

為什麼會這樣區分?因為貞子3D電影有一個與復活之路共通的角色，那就是瀨戶康史演的角色，他在片中演的是小茜(石原里美飾演)的男友孝則，而孝則的姓氏是安藤，他正是復活之路裡的男主角，醫生安藤滿男的兒子。在復活之路中溺水死亡的孝則，後來利用DNA科技、安藤醫生留下的孝則毛髮、加上貞子間接性的協助，死而復活。並且在短短時間內急速成長到死前的年紀和模樣，不過卻失去了死亡的記憶，不知道自己曾經死過，就這樣過著普通人的生活，一直生活到貞子3D的故事裡...。從以上這些設定看來，電影七夜怪談和復活之路變成兩個獨立的平行世界，而貞子3D和續作兩部電影是屬於「復活之路」世界的續作電影。

## 漫畫
- 貞子（リング）原作：鈴木光司（作畫：永井幸二郎）日本講談社，台灣新潮流代理出版，1996年2月14日。
  - 忠實呈現並完整改編小說情節。
- 七夜怪談上下卷（リング 上下巻）原作：鈴木光司（作畫：稲垣みさお、腳本：高橋洋）東立出版、1999年7月15日，同時出版。
  - 小說的內容和電影的內容混合而成的漫畫版。
- 七夜怪談2～貞子謎咒～（リング２）原作：鈴木光司（作畫：MEIMU、腳本：高橋洋）東立出版、1999年7月25日。
- 七夜怪談之貞子復活（らせん）原作：鈴木光司（作畫：桜水樹）日本角川書店出版，未代理、1999年9月。
- 七夜怪談之貞子傳說（バースデイ）原作：鈴木光司（作畫：MEIMU、腳本：高橋洋）東立出版、2000年4月5日。
- 七夜怪談之貞相大白（リング０～バースデイ～）原作：鈴木光司（作畫：MEIMU、腳本：高橋洋）東立出版、2000年4月5日。
- 貞子原作：鈴木光司（作畫：MEIMU、腳本：藤岡美暢、英勉（日语：英勉））電影《貞子3D》漫畫版，台灣角川出版、2012年8月25日。
  - 完整改編電影的漫畫版

## 資料來源
1. ↑  . 日本映画製作者連盟. 日本映画製作者連盟. 1999-01-01  [2023-03-19]. （原始内容存档于2023-06-27）.
2. ↑  . 《講。鏟。片》. 講。鏟。片. 2009-06-20  [2023-03-19]. （原始内容存档于2023-03-19）.
3. ↑  粘湘婉. . 自由時報. 2016-11-04  [2019-07-22]. （原始内容存档于2019-05-11）.
4. ↑  蘇威全. . 蘋果日報. 2016-11-08  [2018-02-24]. （原始内容存档于2018-02-24）.